# Баррокинья
Баррокинья (порт. Barroquinha) — муниципалитет в Бразилии, входит в штат Сеара. Составная часть мезорегиона Северо-запад штата Сеара. Входит в экономико-статистический микрорегион Литорал-ди-Камосин-и-Акарау. Население составляет 14 654 человека на 2006 год. Занимает площадь 383,426 км². Плотность населения — 38,2 чел./км².

## Статистика
- Валовой внутренний продукт на 2003 составляет 25.639.791,00 реалов (данные: Бразильский институт географии и статистики).
- Валовой внутренний продукт на душу населения на 2003 составляет 1.790,74 реалов (данные: Бразильский институт географии и статистики).
- Индекс развития человеческого потенциала на 2000 составляет 0,551 (данные: Программа развития ООН).